# Clement Kjersgaard
Clement Behrendt Kjersgaard (født 20. september 1975 i Gentofte) er en dansk tv-vært, skribent og foredragsholder. Han er kendt som tv-vært på adskillige aktualitetsprogrammer og talkshows på DR, herunder Vi ses hos Clement fra 2014. Han er kendt for sin insisterende og vedholdende interviewstil, men er ofte blevet kritiseret for sine mange afbrydelser. Om sin interviewrolle sagde han i 2013: "Jeg får min løn for at gennemtrævle alt det løgn og latin, der kommer fra Christiansborg, for seerne og så konfrontere politikerne med det. Og efterfølgende tage de tæsk, der kommer".
I 2005 modtog han Hal Koch-prisen "for sit enestående engagement i demokratiet og samfundet".

## Karriere
Clement er vokset op i Aarhus, hvor han 11 år gammel startede Århus Børneradio. I 1994 blev han student fra Li Po Chun United World College i Hong Kong. I 1997 opnåede han en bachelorgrad i filosofi, politik og økonomi (den såkaldte PPE) ved Oxford Universitet. I 2002 fik han ligeledes en BA som scient.pol. ved Københavns Universitet.
I 2002 lancerede Clement Kjersgaard RÆSON, som er et politisk uafhængigt magasin om dansk og international politik. I 2007 udkom RÆSON for første gang som trykt halvårsmagasin og udgives nu 4 gange årligt. RÆSON står bl.a. også bag udgivelsen af bøgerne USA | Europa i 2003 og Bushs Amerika i 2005. I 2002 var han både instruktør af og manuskriptforfatter til filmmusicalen Jutland Dreams. Filmen blevet lavet i samarbejde med en gruppe frivillige i Århus, men blev aldrig færdiggjort.
Clement har været vært for 13 TV-programmer og to temaaftener. 
I 2004 blev Clement vært på tv-programmet Tal med Gud på DR2, og senere vikarierede han også som vært på Deadline. I 2005 var han vært på DR2's populære late-night show Clement Direkte. I 2006 var han vært på både Clement Kontra og Chefredaktørernes Klub. I 2007 var Clement vært på Clement i Amerika og vært for to temaaftener på DR2, Danmark og krigen mod terror og Global opvarmning.
I 2008 var han vært på programmerne Clement Interviewer og i en kortere periode igen vært på Deadline. Fra efteråret 2008 til foråret 2009 var Clement Kjersgaard vært på talkshowet Autograf, hvor han hver uge havde en ny aktuel kulturpersonlighed i den varme stol, hvor det så var op til publikum at stille gæsten spørgsmål via Clement. Fra april til juni 2009 var han vært på det direkte talkshow Clement: Fredag til Fredag på DR2, og fra 19. september 2009 har han kørt talkshowet Ugen med Clement på samme kanal.
Den 4. februar 2010 blev han vært på Debatten på DR2, hvilket er hans 11. værtsprogram. Senere fulgte Clement Søndag, der i modsætning til hans tidligere programmer sendtes på DR1 med start november 2011.
Han modtog i 2011 Publicistprisen. Seneste skud på stammen er Vi ses hos Clement, der er en relancering af Clement Søndag og blev sendt i løbet af ugen (indtil 2018)

## Privatliv
Han er søn af historiker Erik Kjersgaard (18. august 1931 - 25. juni 1995) og lærer Anita Elisabeth Behrendt (1940 - 20. juli 2013).
I 2005 fik Clement Kjersgaard en søn med journalist og forfatter Angela Brink.

## Filmografi
- Tal med Gud (2004)
- Clement Direkte (2005-2006)
- Clement kontra (2006)
- Chefredaktørernes Klub (2007)
- Clement nytår (2007)
- Deadline (2008)
- Autograf (2008)
- Ugen med Clement (2009-2010)
- Debatten (2010)
- Natholdet (2011, 1 episode)
- Clement Søndag (2011)